# 奇奇里維切

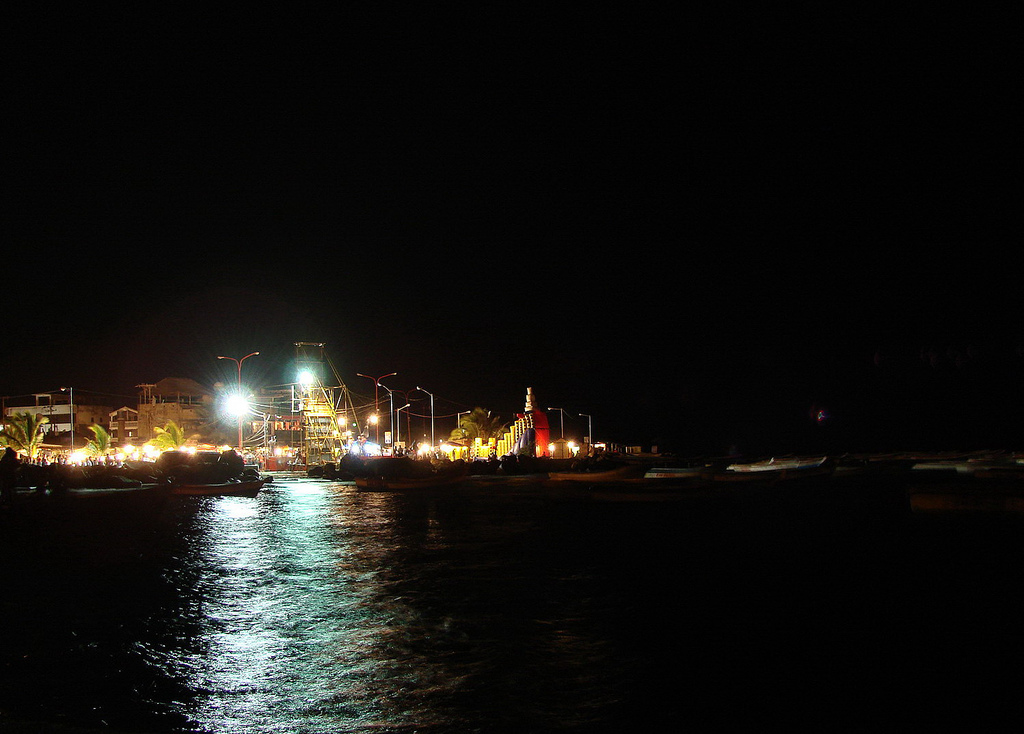

奇奇里維切（西班牙語：Chichiriviche），是委內瑞拉的城鎮，位於該國西北部法爾孔州，是伊圖里薩市的首府，處於聖安娜德科羅東南面195公里，2011年該城鎮人口18,960。